# 上村憲司
上村 憲司（かみむら けんじ、1949年2月21日 - ）は、日本の政治家。元新潟県津南町長（2期）。

## 経歴
- 1949年（昭和24年）- 2月21日、新潟県中魚沼郡津南町出身。
- 1967年（昭和42年）- 3月、新潟県立津南高等学校を卒業。
- 1971年（昭和46年）- 4月、日本大学生産工学部を卒業。
- 1987年（昭和62年）- 4月、新潟県議会議員（自由民主党）に初当選。連続5期務める[1]。
- 2004年(平成16年) - 6月、新潟県議会副議長に就任。
- 2010年(平成22年) - 7月9日、津南町長に就任。

※当日有権者数：9,294人 最終投票率：84.36%（前回比：- 0.71pts）
| 候補者名 | 年齢 | 所属党派 | 新旧別 | 得票数  | 得票率 | 推薦・支持 |
| -------- | ---- | -------- | ------ | ------- | ------ | ---------- |
| 上村憲司 | 61   | 無所属   | 新     | 3,481票 | 44.7%  |            |
| 半戸哲郎 | 59   | 無所属   | 新     | 3,250票 | 41.7%  |            |
| 高橋孝男 | 70   | 無所属   | 新     | 1,058票 | 13.6%  |            |

- 2014年（平成26年）- 6月25日、津南町長選挙で再選。

※当日有権者数：8,840人 最終投票率：78.24%（前回比：- 6.12pts）
| 候補者名 | 年齢 | 所属党派 | 新旧別 | 得票数  | 得票率 | 推薦・支持 |
| -------- | ---- | -------- | ------ | ------- | ------ | ---------- |
| 上村憲司 | 65   | 無所属   | 現     | 3,849票 | 56.1%  |            |
| 半戸哲郎 | 63   | 無所属   | 新     | 3,011票 | 43.9%  |            |

- 2015年（平成27年）- 12月22日、苗場山麓地域が日本ジオパークへの認定[2][3]。
- 2016年（平成28年）- 4月19日、「なんだ、コレは！」信濃川流域の火焔型土器と雪国の文化が日本遺産に認定[4][5]。
  - 8月3日、秋篠宮・同妃ならびに悠仁親王が『農と縄文の体験実習館なじょもん』[6]で縄文土器を見学[7][8]。
- 2019年（令和元年） - 5月21日、旭日小綬章受章[9]。